# Karl Kritek
Karl Kritek (Split, 24. listopada 1861. – Beč, 3. rujna 1928.) je bio austrougarski general i vojni zapovjednik. Tijekom Prvog svjetskog rata zapovijedao je XVII. i X. korpusom, te 3. i 7. armijom na Talijanskom i Istočnom bojištu.

## Vojna karijera
Karl Kritek je rođen 24. listopada 1861. u Splitu. Gimnaziju je završio u Beču, nakon čega pohađa najprije vojnu školu u St. Poltenu, te potom poznatu vojnu školu u Mährisch-Weissenkirchenu. Od 1876. pohađa Terezijansku vojnu akademiju u Bečkom Novom Mjestu, te nakon završetka iste, od 1879. godine, s činom poručnika služi u 52. pješačkoj pukovniji. Od 1882. pohađa Vojnu akademiju u Beču, nakon čega od 1884. služi kao stožerni časnik najprije u 40. pješačkoj brigadi, te potom u 13. pješačkoj diviziji u Banjoj Luci. U svibnju 1888. promaknut je u čin satnika, te služi u stožeru XII. korpusa i to do 1891. godine kada je premješten u Glavni stožer u odjel za izradu mapa stranih zemalja. Nakon toga kratko služi u 49. pješačkoj pukovniji, da bi u studenom 1894. bio unaprijeđen u čin bojnika. Istodobno je premješten u stožer 8. pješačke divizije sa sjedištem u Innsbrucku u kojem služi do 1898. kad postaje zapovjednikom bojne u 85. pješačkoj pukovniji.
U studenom 1900. promaknut je u čin pukovnika, te postaje voditeljem odjela za izradu zemljovida pri Glavnom stožeru. Dužnost voditelja odjela za izradu zemljovida obnaša do 1906. godine kada s činom general bojnika postaje zapovjednikom 20. brigade sa sjedištem u Königgrätzu. U studenom 1910. promaknut je u čin podmaršala, te dobiva zapovjedništvo nad 49. pješačkom divizijom smještenom u Beču koju dužnost obavlja i na početku Prvog svjetskog rata.

## Prvi svjetski rat
Nakon početka Prvog svjetskog rata Kritek je 49. pješačkom divizijom kratko zapovijedao jer već krajem kolovoza preuzima zapovjedništvo 26. landverske divizije. Navedenom divizijom međutim također zapovijeda kratko vrijeme jer početkom listopada 1914. postaje zapovjednikom XVII. korpusa zamijenivši na tom mjestu Karla von Huyna. Istodobno s navedenim imenovanjem 17. listopada 1914. promaknut je u čin generala pješaštva. Kritekov XVII. korpus nalazio se u sastavu najprije 4. armije kojom je zapovijedao Josef Ferdinand u sastavu koje Kritek sudjeluje u Bitci kod Limanowe. Početkom 1915. Kritek je sa XVII. korpusom premješten u sastav 3. armije kojom je zapovijedao Svetozar Borojević u okviru koje Kritek sudjeluje u Karpatskim operacijama u kojima je Kritekov korpus pretrpio teške gubitke. U ofenzivi Gorlice-Tarnow XVII. korpus ponovno ulazi u sastav 4. armije, te Kritek sudjeluje u borbama oko Krasnika i Lublina.
U proljeće 1916. Kritek je sa XVII. korpusom premješten na Talijansko bojište u sastav 3. armije kojom je zapovijedao Hermann Kövess. Kritek sudjeluje u Tirolskoj ofenzivi u kojoj ne uspijeva probiti talijanske položaje i probiti se u nizinu. U rujnu 1916. XVII. korpus ulazi u sastav 5. armije na Sočanskom bojištu gdje Kritek uspješno sudjeluje u Šestoj i Devetoj bitci na Soči.
U siječnju 1917. postaje zapovjednikom X. korpusa na Istočnom bojištu. Navedenim korpusom zapovijeda do lipnja kada preuzima zapovjedništvo nad 3. armijom zamijenivši na tom mjestu Karla Tersztyanszkog. U međuvremenu je 1. svibnja 1917. promaknut u čin general pukovnika. Zapovijedajući 3. armijom Kritek sudjeluje u suzbijanju Kerenskijeve ofenzive, te protunapadu koji je nakon toga uslijedio u kojem zajedno s njemačkom Južnom armijom oslobađa Bukovinu. U siječnju 1918. imenovan je zapovjednikom 7. armije zamijenivši na tom mjestu dotadašnjeg zapovjednika Hermanna Kövessa. Nakon neuspješnih pregovora u Brest-Litovsku sa 7. armijom sudjeluje u prodoru i okupaciji Ukrajine nakon čega je 15. travnja 1918. 7. armija rasformirana, a Kritek stavljen na raspolaganje.

## Poslije rata
Kritek do kraja rata nije dobio novo zapovjedništvo. Nakon završetka rata je umirovljen, te se u potpunosti povukao iz javnog života. Preminuo je 3. rujna 1928. godine u 67. godini života u Beču.  

## Vanjske poveznice
(eng.) Karl Kritek na stranici Austro-Hungarian-Army.co.uk

(eng.) Karl Kritek na stranici Oocities.org

(rus.) Karl Kritek na stranici Hrono.ru

(njem.) Karl Kritek na stranici Weltkriege.at
| Prethodnik:        | Zapovjednik 3. armije Karl Kritek | Nasljednik: |
| Karl Tersztyanszky | Zapovjednik 3. armije Karl Kritek | nitko       |

| Prethodnik:    | Zapovjednik 7. armije Karl Kritek | Nasljednik: |
| Hermann Kövess | Zapovjednik 7. armije Karl Kritek | nitko       |